# Hadersdorf-Kammern
Hadersdorf-Kammern ist eine Marktgemeinde mit 1975 Einwohnern (Stand 1. Jänner 2025) im Bezirk Krems-Land in Niederösterreich, Österreich.

## Geografie
Hadersdorf-Kammern liegt im Südosten des Waldviertels in Niederösterreich. Der Kamp tritt hier aus dem engen Kamptal in das Tullnerfeld.
Die Fläche der Marktgemeinde umfasst 4,8 Quadratkilometer. 5,03 Prozent der Fläche sind bewaldet.

### Gemeindegliederung
Das Gemeindegebiet umfasst folgende zwei Ortschaften (in Klammern Einwohnerzahl Stand 1. Jänner 2025):
- Hadersdorf am Kamp (1615)
- Kammern (360)

Die Gemeinde besteht aus den Katastralgemeinden Hadersdorf am Kamp und Kammern.
Die Marktgemeinde Hadersdorf-Kammern ist Mitglied der Kleinregion Kamptal Süd.

### Nachbargemeinden
|            |         | Straß     |
| Langenlois | Kompass | Grafenegg |
|            |         |           |

## Geschichte
Urkundlich wird der Ort bereits 1136 erwähnt als ”Werd, que nunc dicitur Hedreitsdorf”. („Wird“ weist darauf hin, dass der Ort auf einer Insel inmitten der Kampauen lag.) In einer Urkunde (1136) wird der Ort als „Haderichsdorff“ genannt. Er trägt seinen Namen von der Haderichen, den Herren von Nöstach-Schwarzenberg, deren Stiftung des Klosters Klein-Mariazell im Wienerwald Markgraf Leopold III. weiterführte.
Der heutige Ortsteil Kammern gelangte 1760 durch eine Schenkung an das Stift Zwettl zu Hadersdorf.
1888/89 wurde im Zuge der Errichtung der Kamptalbahn ein Gräberfeld einer prähistorischen Siedlung entdeckt. Etwa 600 Gefäße und Bronzebeigaben befinden sich in der Sammlung des Naturhistorischen Museums in Wien.
Am 7. April 1945 wurden 61 politische Häftlinge durch eine SS-Einheit, unter Beihilfe Hadersdorfer NSDAP-Führer, beim Massaker von Hadersdorf ermordet. Sie waren Opfer der so genannten Kremser Hasenjagd, einem blutigen Gemetzel, initiiert von NS-Treuen, nachdem der Leiter der Männerstrafanstalt Stein, Franz Kodré, unter dem Eindruck des bevorstehenden Kriegsendes, Häftlinge entlassen hatte. Zwei im Juli 2017 am Friedhof angebrachte Gedenktafeln mit den Namen der Opfer wurden auf Beschluss der Gemeinde bereits im Dezember 2017 wieder entfernt.
Die eigenständigen Gemeinden Kammern und Hadersdorf am Kamp wurden am 1. Jänner 1971 zu Hadersdorf-Kammern vereinigt.

## Wappen
In Unkenntnis der wahren Bedeutung des Ortsnamens gab im Jahre 1514 Kaiser Maximilian I. dem Markte sein bis heute gültiges Wappen, das zwei miteinander hadernde (kämpfende) Landsknechte zeigt. Zwei unterschiedliche Darstellungen des Wappens (spitze Form in blau-gelb sowie runde Form in grün-gelb) sind in Umlauf.

## Einwohnerentwicklung
In den letzten Jahrzehnten des 20. Jahrhunderts hatte Hadersdorf-Kammern ein starkes Bevölkerungswachstum. Von 1991 bis 2001 waren Wanderungsbilanz und Geburtenbilanz positiv. Nach 2001 wurde die Wanderungsbilanz negativ, die Einwohnerzahl stieg jedoch durch den höheren Geburtenüberschuss.
| Hadersdorf-Kammern: Einwohnerzahlen von 1869 bis 2025 | Hadersdorf-Kammern: Einwohnerzahlen von 1869 bis 2025 | Hadersdorf-Kammern: Einwohnerzahlen von 1869 bis 2025 | Hadersdorf-Kammern: Einwohnerzahlen von 1869 bis 2025 | Hadersdorf-Kammern: Einwohnerzahlen von 1869 bis 2025 |
| ----------------------------------------------------- | ----------------------------------------------------- | ----------------------------------------------------- | ----------------------------------------------------- | ----------------------------------------------------- |
| Jahr                                                  |                                                       |                                                       |                                                       | Einwohner                                             |
| 1869                                                  | 1869                                                  |                                                       | 1.070                                                 | 1.070                                                 |
| 1880                                                  | 1880                                                  |                                                       | 1.043                                                 | 1.043                                                 |
| 1890                                                  | 1890                                                  |                                                       | 1.125                                                 | 1.125                                                 |
| 1900                                                  | 1900                                                  |                                                       | 1.152                                                 | 1.152                                                 |
| 1910                                                  | 1910                                                  |                                                       | 1.192                                                 | 1.192                                                 |
| 1923                                                  | 1923                                                  |                                                       | 1.178                                                 | 1.178                                                 |
| 1934                                                  | 1934                                                  |                                                       | 1.130                                                 | 1.130                                                 |
| 1939                                                  | 1939                                                  |                                                       | 1.107                                                 | 1.107                                                 |
| 1951                                                  | 1951                                                  |                                                       | 1.167                                                 | 1.167                                                 |
| 1961                                                  | 1961                                                  |                                                       | 1.201                                                 | 1.201                                                 |
| 1971                                                  | 1971                                                  |                                                       | 1.395                                                 | 1.395                                                 |
| 1981                                                  | 1981                                                  |                                                       | 1.608                                                 | 1.608                                                 |
| 1991                                                  | 1991                                                  |                                                       | 1.861                                                 | 1.861                                                 |
| 2001                                                  | 2001                                                  |                                                       | 1.976                                                 | 1.976                                                 |
| 2011                                                  | 2011                                                  |                                                       | 1.980                                                 | 1.980                                                 |
| 2021                                                  | 2021                                                  |                                                       | 1.963                                                 | 1.963                                                 |
| 2025                                                  | 2025                                                  |                                                       | 1.975                                                 | 1.975                                                 |
| Quelle(n): Statistik Austria, Gebietsstand 1.1.2021   |                                                       |                                                       |                                                       |                                                       |

## Politik
Der Gemeinderat hat 19 Mitglieder.
- Mit den Gemeinderatswahlen in Niederösterreich 1990 hatte der Gemeinderat folgende Verteilung: 10 ÖVP, 7 SPÖ und 2 ?.
- Mit den Gemeinderatswahlen in Niederösterreich 1995 hatte der Gemeinderat folgende Verteilung: 12 ÖVP, 6 SPÖ und 1 FPÖ.[8]
- Mit den Gemeinderatswahlen in Niederösterreich 2000 hatte der Gemeinderat folgende Verteilung: 13 ÖVP, 5 SPÖ und 1 FPÖ.[9]
- Mit den Gemeinderatswahlen in Niederösterreich 2005 hatte der Gemeinderat folgende Verteilung: 12 ÖVP und 7 SPÖ.[10]
- Mit den Gemeinderatswahlen in Niederösterreich 2010 hatte der Gemeinderat folgende Verteilung: 13 ÖVP und 6 SPÖ.[11]
- Mit den Gemeinderatswahlen in Niederösterreich 2015 hatte der Gemeinderat folgende Verteilung: 11 ÖVP, 6 SPÖ und 2 FPÖ.[12]
- Mit den Gemeinderatswahlen in Niederösterreich 2020 hatte der Gemeinderat folgende Verteilung: 12 ÖVP, 5 SPÖ und 2 FPÖ.[13]
- Mit den Gemeinderatswahlen in Niederösterreich 2025 hat der Gemeinderat folgende Verteilung: 14 ÖVP, 3 SPÖ und 2 FPÖ.[14]

Bürgermeister
- 1990–2009 Bernd Toms (ÖVP)
- 2010–2022 Lieselotte Golda (ÖVP)
- seit 2022 Heinrich Becker (ÖVP)

## Kultur und Sehenswürdigkeiten

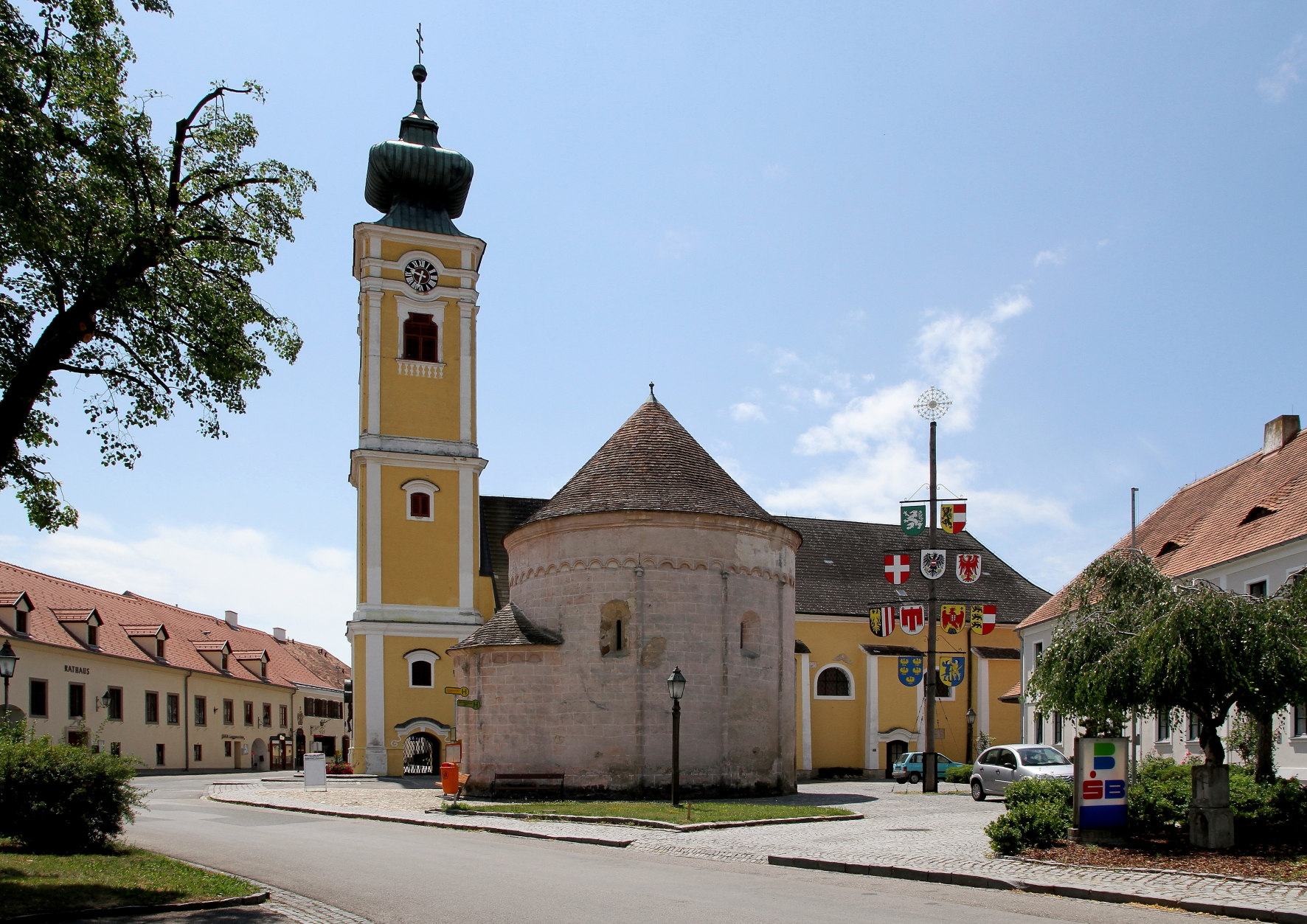
Pfarrkirche Hadersdorf am Kamp

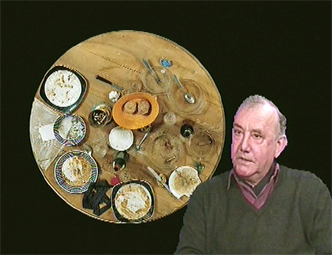
Daniel Spoerri (1995), im Hintergrund ein „Fallenbild“

- Hauptplatz mit spätbarocken Bürgerhäusern
- Katholische Pfarrkirche Hadersdorf am Kamp hll. Peter und Paul
- Ausstellungshaus Spoerri: Eat Art & Ab Art: 2009 erwarb der Schweizer Künstler Daniel Spoerri in Hadersdorf am Kamp zwei am Hauptplatz gelegene Häuser. Das alte Kino (Hauptplatz 16) wurde zum Esslokal Eat Art, das aus dem 13. Jahrhundert stammende ehemalige Kloster (Hauptplatz 23) zum Kunststaulager und Ausstellungshaus umgestaltet. Spoerri gab ihm den Namen Ab Art. Im Jahr 2010 errichtete Spoerri eine Stiftung, bei der das Land Niederösterreich als Letztbegünstigter bestimmt ist. Das Ziel der Stiftung ist zeitgenössische Kunst und Kultur an Schüler und Jugendliche zu vermitteln. Dabei schenkte er dem Land Niederösterreich 39 seiner Werke im Wert von 3,5 Millionen Euro.
- Weinbaumuseum

- Heimatmuseum: Das Heimatmuseum ist wegen Hochwasserschäden seit 2002 geschlossen.

## Wirtschaft
Nichtlandwirtschaftliche Arbeitsstätten gab es im Jahr 2001 82, land- und forstwirtschaftliche Betriebe nach der Erhebung 1999 73. Die Zahl der Erwerbstätigen am Wohnort betrug nach der Volkszählung 2001 977. Die Erwerbsquote lag 2001 bei 51,01 Prozent.

## Öffentliche Einrichtungen
In der Gemeinde befindet sich eine Volksschule.

### Verkehr
Im Gemeindegebiet liegt der Bahnhof Hadersdorf am Kamp, der seit 1889 Abzweigebahnhof der Kamptalbahn nach Sigmundsherberg ist. Seit dem Bahnhofsumbau 2023 ist der Bahnhof vollwertiger Taktknoten der Strecken Wien FJB - Krems und der Kamptalbahn und als solcher ein wichtiger Umsteigebahnhof.

## Persönlichkeiten
- Erich Joham (* 1949), Wiener Friseur
- Johann Gottfried Malleck (1733–1798), Orgelbauer
- Hermann Reisinger (1900–1967), NSDAP-Politiker
- Ernst Schmidt jr. (1938–1988), Filmregisseur
- Bernd Toms (* 1947), ÖVP-Politiker